# Donald Arnold
Donald John Arnold (ur. 14 lipca 1935 w Kelowna, zm. 27 czerwca 2021 w North Vancouver) – kanadyjski wioślarz, dwukrotny medalista olimpijski.

## Kariera
Wystąpił na igrzyskach olimpijskich w Melbourne w 1956, gdzie wspólnie z Archibaldem MacKinnonem, Lorne'em Loomerem i Walterem D’Hondtem zdobył złoty medal w czwórkach bez sternika. W finale o blisko 10 sekund wyprzedzili osadę USA i o ponad 12 sekund osadę Francji. Był to pierwszy w historii złoty medal olimpijski w wioślarstwie zdobyty przez Kanadę. Na rozgrywanych cztery lata później igrzyskach olimpijskich w Rzymie Kanadyjczycy w składzie: Donald Arnold, Walter D'Hondt, Nelson Kuhn, John Lecky, David Anderson, Archie MacKinnon, Bill McKerlich, Glen Mervyn i Sohen Biln zdobyli srebrny medal w ósemkach. W finale uplasowali się o 4,34 sekundy za osadą Wspólnej Reprezentacji Niemiec, a o 3,32 sekundy przed Czechosłowacją. Był to także jedyny medal zdobyty przez Kanadyjczyków na tych igrzyskach.
Dwukrotnie stawał na podium igrzysk Imperium Brytyjskiego i Wspólnoty Brytyjskiej w Cardiff w 1958: w ósemkach zdobył złoto, a w czwórkach ze sternikiem był drugi.
Kształcił się na Uniwersytecie Kolumbii Brytyjskiej i Indiana University Bloomington.